# Ligne d'Eygurande - Merlines à Clermont-Ferrand
La ligne d'Eygurande - Merlines à Clermont-Ferrand est une ligne de chemin de fer française qui relie la gare d'Eygurande - Merlines dans le département de la Corrèze à celle de Clermont-Ferrand dans le département du Puy-de-Dôme.
Elle constitue la ligne 711 000 du réseau ferré national.
Entre 2014 et 2016, à la suite de divers problèmes techniques et de financements d'entretien insuffisants, la ligne a subi plusieurs suspensions des dessertes, ce qui fait qu'aujourd'hui, la ligne n'est plus desservie par des trains voyageurs que sur la portion de Clermont-Ferrand à Volvic (en banlieue proche de Clermont-Ferrand). Les liaisons au-delà sont assurées par des cars régionaux.

## Historique

### Naissance de la ligne
Cette ligne a été déclarée d'utilité publique par décret impérial le 19 juin 1868. Un décret impérial du 30 avril 1870 prescrit son adjudication. Elle a été concédée à Messieurs Narjot de Toucy, le comte de Constantin, le comte de Besenval, le baron Sichel de Meer-Dervoort et Foriel de Bisschop par une loi promulguée le 3 août 1872. Les concessionnaires constituent la Compagnie de Clermont à Tulle. La ligne est rachetée par l'État selon les termes d'une convention signée le 16 avril 1877 entre le ministre des Travaux publics et la Compagnie du chemin de fer de Clermont à Tulle. Cette convention est approuvée par une loi le 18 mai 1878. À la suite de difficultés financières, cette compagnie ne put achever les travaux et c'est l'Administration des chemins de fer de l'État qui acheva la ligne à partir de 1877 pour l'ouvrir à l'exploitation le 6 juin 1881. La ligne est cédée par l'État à la Compagnie du chemin de fer de Paris à Orléans (PO) par une convention signée entre le ministre des Travaux publics et la compagnie le 28 juin 1883. Cette convention est approuvée par une loi le 20 novembre suivant.

### Modernisation de la ligne
En 2012, des travaux de modernisation des voies ont été entrepris, dans le cadre du Plan Rail Auvergne 2009, pour un coût de 13 millions d'euros hors taxes. Les travaux ont commencé au service d'été 2012, nécessitant la coupure de la ligne le 8 juillet, pour une réouverture prévue au début du service 2013, c'est-à-dire le 9 décembre 2012.
L'accident survenu sur un chantier dans la région entre Figeac et Aurillac le 11 septembre 2012 a contraint RFF à suspendre à titre conservatoire les travaux entre Clermont-Ferrand et Volvic. La ligne n'a rouvert que le 5 août 2013 après que des ouvriers ont recommencé les travaux à la suite de malfaçons sur le chantier,.

Rénovation de la ligne dans l'agglomération clermontoise
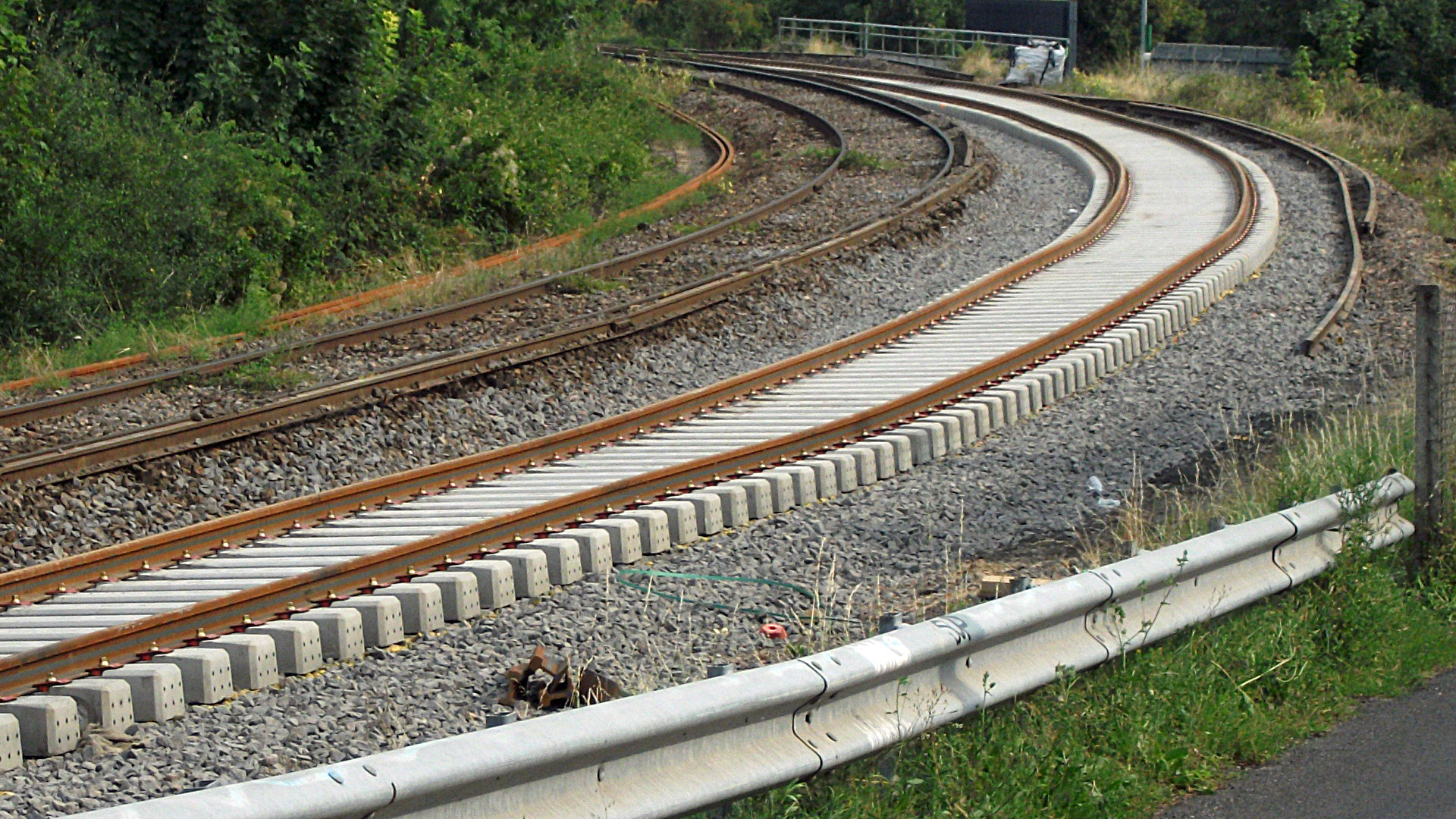
Courbe vers le PK 504 (direction La Rotonde) en septembre 2012, sur la ligne en cours de rénovation.
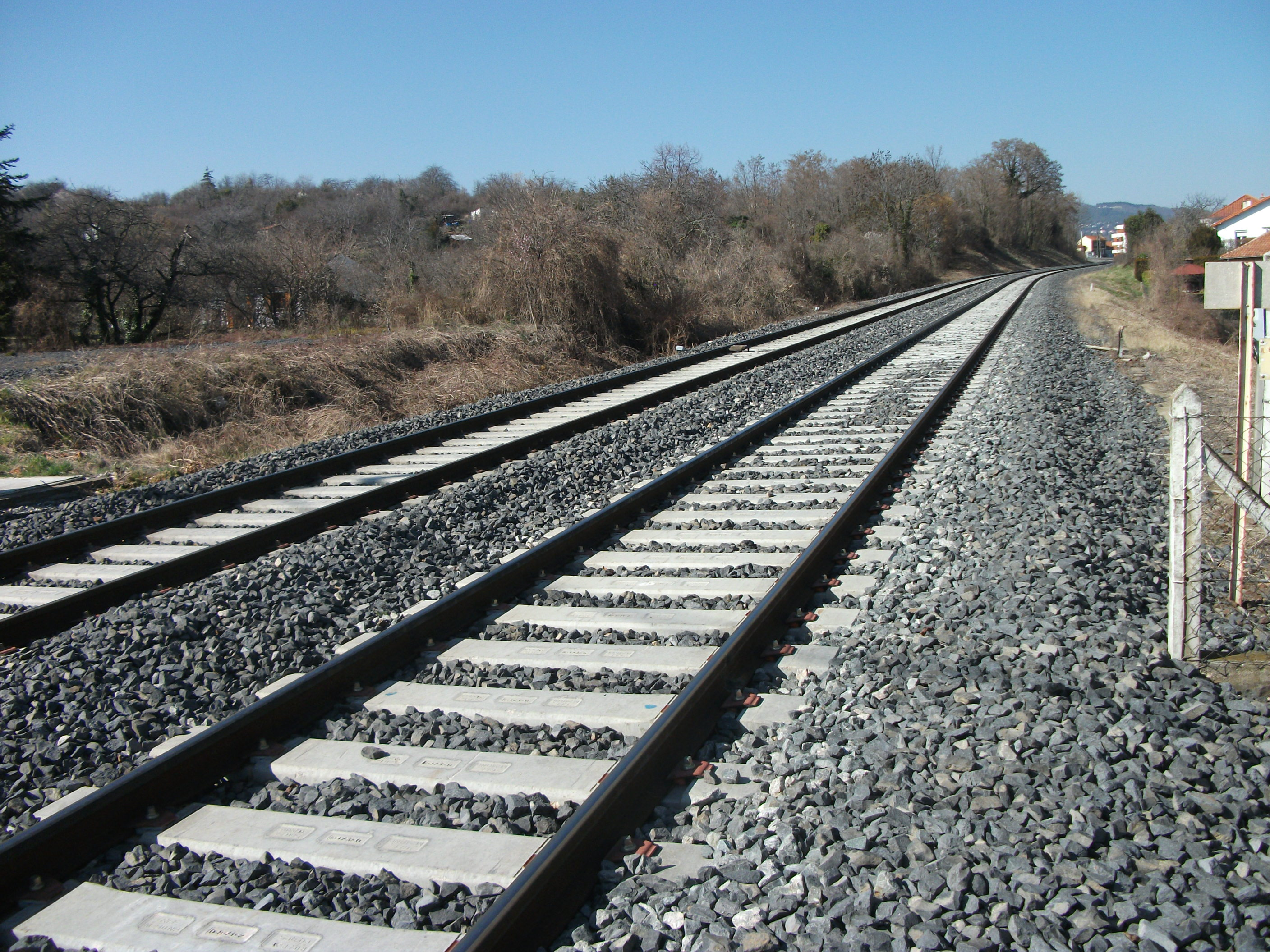
La ligne rénovée au PN 362 (direction Volvic) en 2014.

### Fermetures progressives de la ligne

#### Fermeture entre Eygurande et Laqueuille
La fermeture du tronçon entre Eygurande - Merlines et Laqueuille a lieu le 6 juillet 2014 faute d'entretien et de maintenance. Elle « ne présente plus les garanties de sécurité » selon le gestionnaire d'infrastructure. Pour permettre le maintien des circulations ferroviaires, 21 000 traverses auraient dû être remplacées, pour un coût de 7 millions d'euros qui auraient été financés par RFF, l'État et les régions Limousin et Auvergne, mais cette dernière refusant, la fermeture de la ligne devient inéluctable. En conséquence, plus aucun train ne circulera non plus entre Eygurande - Merlines et Ussel, sur la ligne du Palais à Eygurande - Merlines, le parcours s'effectuant en intégralité par autocar entre Clermont-Ferrand et Ussel.

#### Fermeture aux voyageurs entre Volvic et Laqueuille
Après la fermeture entre Eygurande et Laqueuille, la desserte de la ligne entre Volvic et Laqueuille a reposé sur les deux aller-retour quotidiens entre Clermont-Ferrand et le Mont-Dore. Dès le service annuel 2015, en décembre 2014, seul un aller-retour a été maintenu. À la suite des difficultés de shuntage des autorails X 73500 desservant la ligne, la SNCF a suspendu la desserte ferroviaire le 2 novembre 2015. En 2016, la ligne reste parcourue par les trains quotidiens de desserte de l'usine d'embouteillage d'eau minérale SMDA (Sources du Mont-Dore en Auvergne).

## Caractéristiques

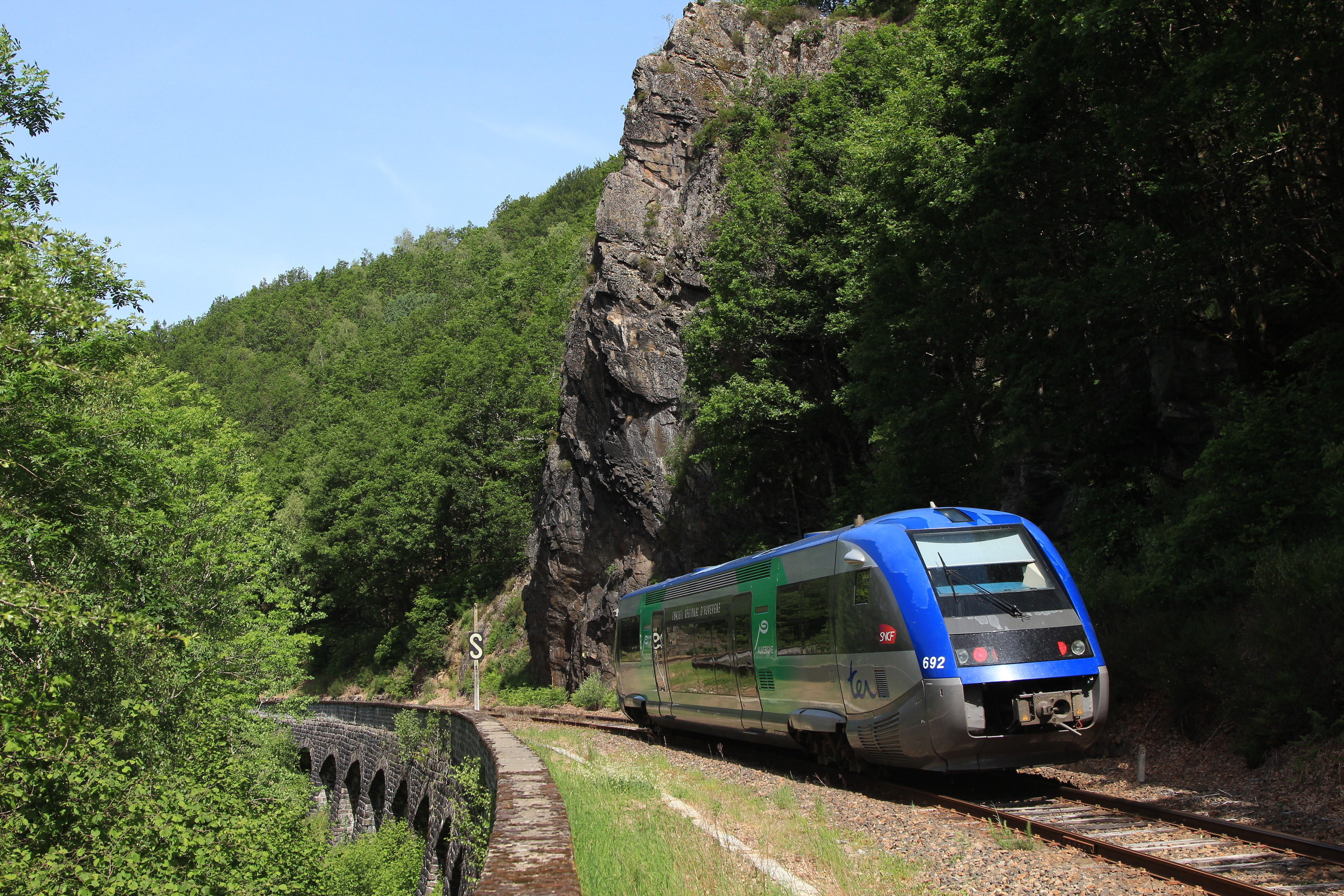
Un X 73500 aux environs de Saint-Sulpice.

### Tracé et parcours
Après avoir quitté la gare d'Eygurande - Merlines, ancienne bifurcation importante, la ligne descend vers la vallée du Chavanon. Elle remonte ensuite la vallée de la Clidane et parvient à la gare de Laqueuille, point culminant à 942 m d'altitude et origine d'un embranchement vers la gare du Mont-Dore. Elle rejoint ensuite la vallée de la Miouze, puis celle de la Sioule pour arriver en gare de Pontgibaud. Elle continue à s'élever le long des contreforts des puys pour desservir la gare de Volvic avant d'entamer une longue descente en pente de 25 ‰ pour entrer dans la gare de Clermont-Ferrand où elle rejoint l'artère de Saint-Germain-des-Fossés à Nîmes.
Cette ligne est caractérisée par un tracé très tourmenté, conséquence de la topographie du terrain. Le rayon minimum des courbes est de 250 m (avec raccordements paraboliques). La plate-forme a été construite pour une double voie, toutefois seule la section de Volvic à Clermont-Ferrand est effectivement équipée de deux voies. De 1910 à 1946, la section de Laqueuille à Eygurande - Merlines a, elle aussi, été équipée d'une deuxième voie pour favoriser les circulations en provenance de Paris via Montluçon vers Le Mont-Dore.

### Ouvrages d'art

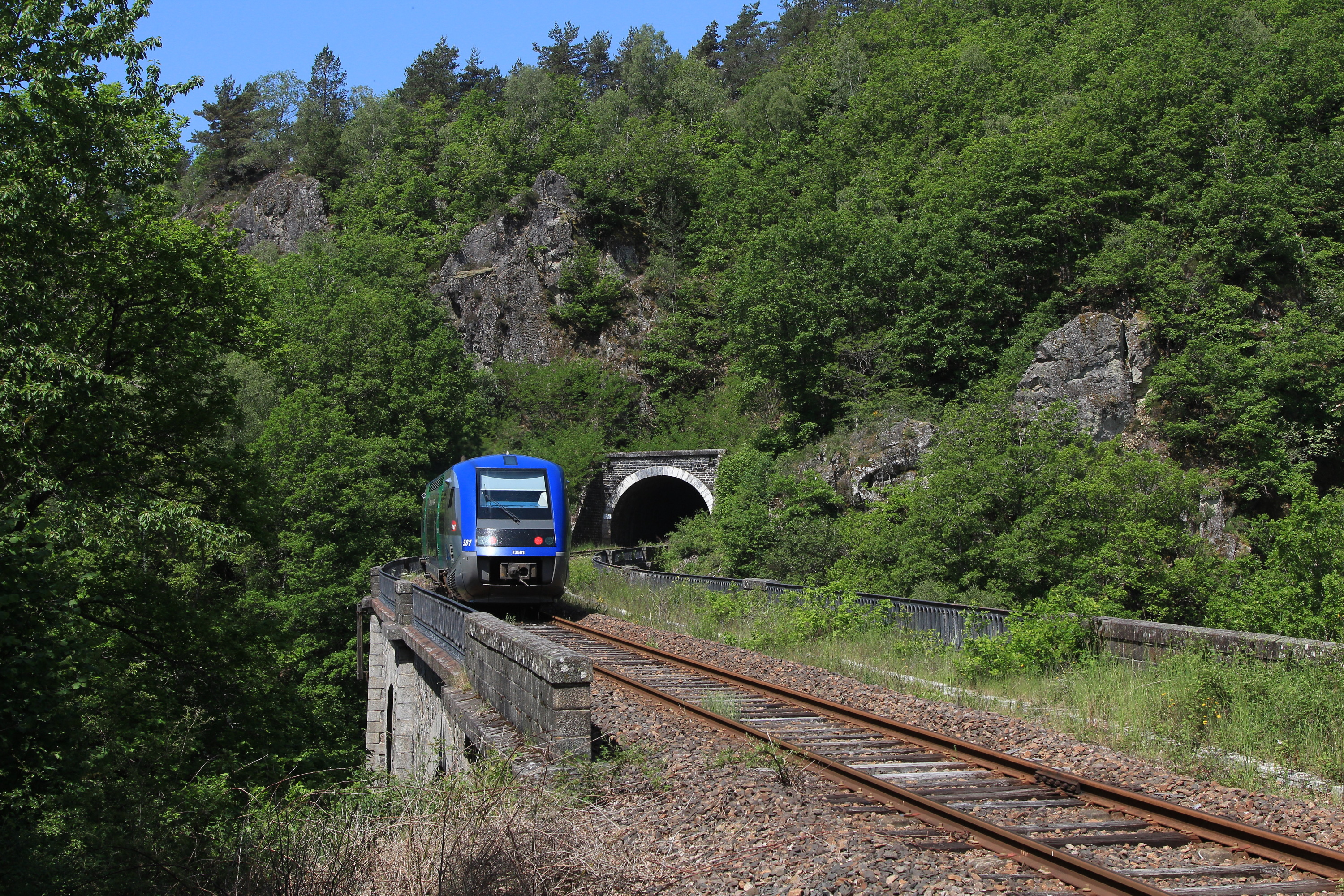
Deux X 73500 sur le viaduc La Vervialle, avec au fond, le tunnel du même nom.

Les ouvrages d'art sont peu nombreux. Il existe deux viaducs notables : celui du Chavanon de 128 m de long et de 30 m de hauteur qui comporte cinq arches de 18 m d'ouverture et celui de Royat de 181 m de longueur, 18 m de hauteur et qui comporte 9 arches de 10 m et 2 arches de 20 m d'ouverture. Six tunnels de faible longueur jalonnent le parcours dont le plus long (397 m) est celui de Varrou entre Chanat et Durtol.

## Exploitation
En 2016, seuls demeurent une desserte voyageur périurbaine entre Clermont-Ferrand et Volvic et une desserte marchandises entre Clermont-Ferrand et Laqueuille pour la desserte de l'usine d'embouteillage du Mont-Dore.

### Intercités
Jusqu'au 6 juillet 2014 il a existé une relation ferroviaire entre Bordeaux-Saint-Jean et Clermont-Ferrand. Sur cette ligne, ces trains s'arrêtaient dans les gares d'Eygurande - Merlines, de Laqueuille (où une correspondance pour Le Mont-Dore par autocar est proposée) et de Royat - Chamalières. À partir du 6 juillet 2014, des autocars Intercités soumis à la tarification SNCF remplacent les trains entre Clermont-Ferrand et Ussel.
Ces trains ne circulaient que les vendredis dans les deux sens, les samedis dans le sens Bordeaux – Clermont et les dimanches dans le sens Clermont – Bordeaux. Les jours de vacances scolaires, ces trains pouvaient aussi circuler en semaine.
La ligne est fermée à la desserte voyageurs sauf sur le tronçon de Volvic à Clermont-Ferrand.

### Trains régionaux

#### Relations entre l'Auvergne et le Limousin
La fermeture du tronçon entre Laqueuille et Eygurande – Merlines, le 6 juillet 2014, entraîne la fin des liaisons ferroviaires directes entre Clermont-Ferrand et Brive-la-Gaillarde ou Limoges. Un transfert par autocar est nécessaire en gare d'Ussel,. Au service d'hiver 2014, il existait encore, en semaine :
- un aller/retour entre Clermont-Ferrand et Limoges-Bénédictins, assuré en X 73500 ;
- un aller le matin et retour le soir entre Clermont-Ferrand et Brive-la-Gaillarde, assuré en X 73500. Le vendredi, un train supplémentaire circule dans chaque sens.

#### Relations vers le Mont-Dore
Jusqu'au 1er novembre 2015, des trains empruntaient une partie de la ligne, jusqu'à Laqueuille. Au-delà de cette gare, ils empruntent la ligne de Laqueuille au Mont-Dore pour desservir les gares de La Bourboule et du Mont-Dore. En 2014 il n'existait que deux trains directs par jour ouvrable et par sens (un départ vers 13 h et 17 h 42 et un retour vers 6 h et 15 h 30). Cette desserte est complétée par des autocars. En 2015 cette desserte a été réduite à un unique aller-retour qui a été remplacé par une desserte par autocar le 2 novembre 2015.

#### Périurbain ouest de Clermont-Ferrand

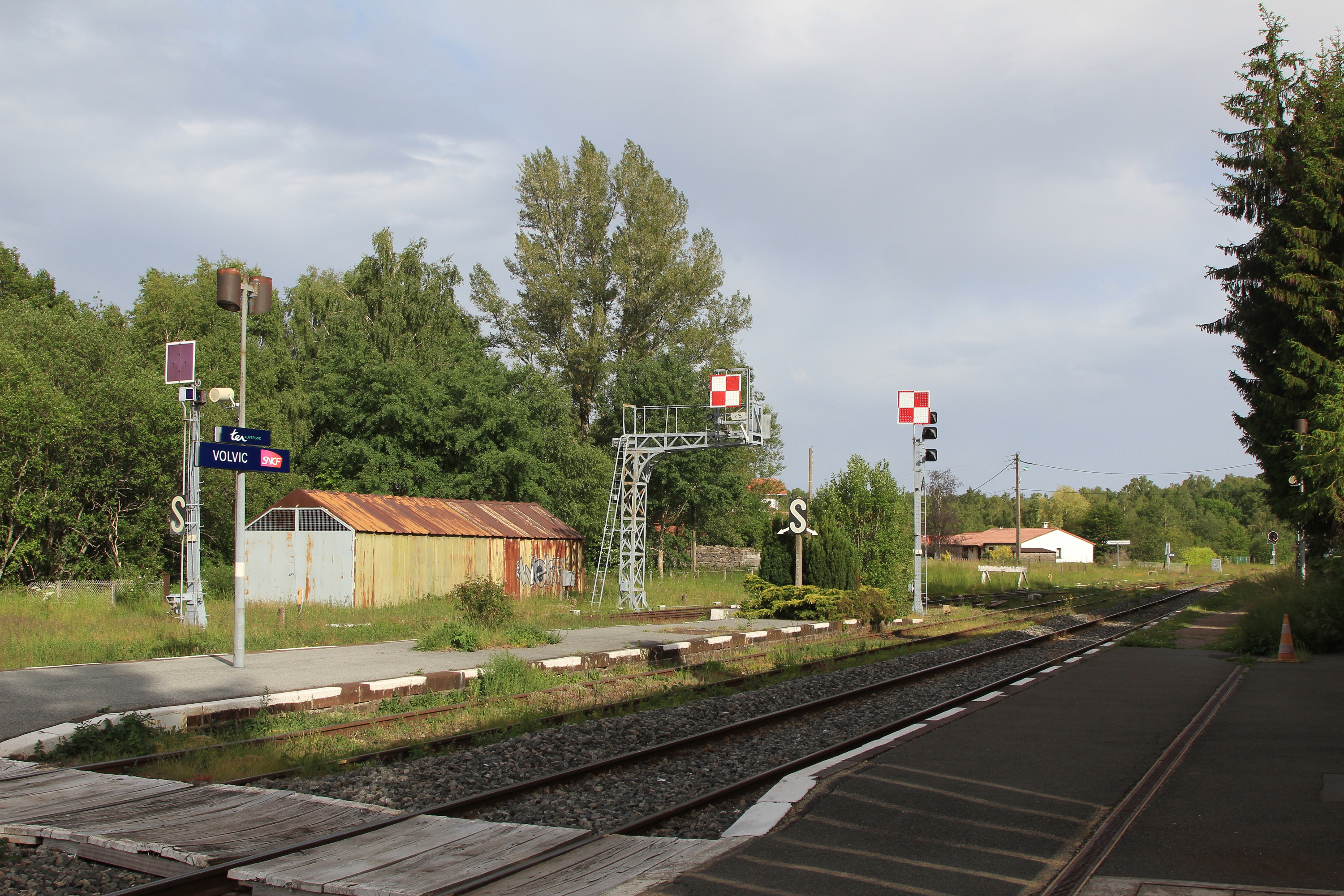
Voies de la gare de Volvic, avec encore de nombreux signaux mécaniques.

Une desserte périurbaine est assurée entre Volvic, Durtol et Clermont-Ferrand. Elle a été drastiquement réduite entre 2012 et 2014.
Au début de l'année 2012, un incendie survient dans un local technique de la gare de Durtol, ce qui contraint la Région et la SNCF à modifier le plan de transport pour la desserte périurbaine. Le croisement et le retournement des trains en gare de Durtol étant impossible, il a été décidé de prolonger certains trains jusqu'à Volvic, au détriment de la fréquentation qui reste faible. Ce plan de transport n'a été appliqué que pendant le service d'hiver 2012 (applicable du 11 décembre 2011 au 7 juillet 2012) pour permettre la réalisation des travaux sur la ligne.
Le périurbain ouest clermontois est concerné par la suppression des trains en raison de la modernisation de la gare de Clermont-Ferrand, même si la ligne n'a ouvert que le 5 août 2013. Il ne subsiste plus que six allers et sept retours en semaine entre les gares de Clermont-Ferrand et de Volvic et trois allers et retours entre Clermont-Ferrand et Durtol en 2014,.
| Origine/Destination             | Service d'hiver 2012                    | Service d'hiver 2014,                  | Service d'été 2014,  | Service d'hiver 2023                                                                                 |
| ------------------------------- | --------------------------------------- | -------------------------------------- | -------------------- | --- |
| Clermont-Ferrand – Durtol       | 13 allers / 13 retours                  | 3 allers / 3 retours                   | 3 allers / 3 retours | 6 allers / 6 retours (en semaine hors jours fériés) 3 allers / 3 retours (week-ends et jours fériés) |
| Clermont-Ferrand – Volvic       | 10 allers / 10 retours (11 le vendredi) | 6 allers / 7 retours (8 le vendredi)   | 7 allers / 7 retours | 6 allers / 6 retours (en semaine hors jours fériés) 3 allers / 3 retours (week-ends et jours fériés) |
| Clermont-Ferrand – Le Mont-Dore | 2 allers / 2 retours                    | 2 allers / 2 retours                   | 2 allers / 2 retours | Desserte supprimée                                                                                   |
| Clermont-Ferrand – Limoges      | 1 aller / 1 retour                      | 1 aller / 1 retour                     | Desserte supprimée   | Desserte supprimée                                                                                   |
| Clermont-Ferrand – Brive (TER)  | 1 aller / 1 retour (2 A/R le vendredi)  | 1 aller / 1 retour (2 A/R le vendredi) | Desserte supprimée   | Desserte supprimée                                                                                   |